# 華沙總督府
華沙總督府（德語：Generalgouvernement Warschau）是第一次世界大戰中德意志帝國在佔領的波蘭土地上創建的行政區。它包括前俄羅斯統治的波蘭會議王國的西北部。
儘管該領土最初是埃里希·魯登道夫將軍領導下的東部領地的一部分，但在1915年秋季攻勢中同盟國的軍事推進之後，該領土於10月由一個單獨的政府管轄。它甚至在後來建立了殘缺的波蘭王國（它是一個同盟國的傀儡國家）之後仍然存在。漢斯·哈特維格·馮·貝瑟勒將軍在該行政區存在的整個期間擔任總督。總督府的總部設在華沙的皇家城堡，總督的辦公地點在華沙的美景宮。

## 總督
| 任次 | 照片 | 姓名                    | 任期      |
| ---- | ---- | ----------------------- | --------- |
| 1    |      | 漢斯·哈特維格·馮·貝瑟勒 | 1915–1918 |